# Juan González (jinete)
Juan González es un jinete chileno que compitió en la modalidad de concurso completo. Ganó una medalla de bronce en los Juegos Panamericanos de 1987, en la prueba por equipos.

## Palmarés internacional
| Juegos Panamericanos | Juegos Panamericanos          | Juegos Panamericanos | Juegos Panamericanos |
| Año                  | Lugar                         | Medalla              | Categoría            |
| -------------------- | ----------------------------- | -------------------- | -------------------- |
| 1987                 | Indianápolis (Estados Unidos) | Medalla de bronce    | Por equipos          |